# 문경새재
문경새재(聞慶새재, 영어: Mungyeongsaejae Pass)는 대한민국의 경상북도의 문경시 문경읍 《'문경새재도립공원'》에 있는 백두대간의 조령산의 산마루를 넘는 고갯길(재)이다. 새재·조령(鳥嶺)·초점(草岾)으로도 불린다.
지역적으로는, 1974년에 지방기념물 제18호 등을 거쳐, 1981년 6월 4일에는 경북 도립공원으로 지정되었다. 도립공원 같은 경우에는, 지난 1999년부터 《학술 연구 용역 및 기본 계획》 등을 수립하여, 체계적으로 《자연 생태 공원》을 조성하고 2007년 10월 18일 개장했다.

## 역사
예로부터 교통과 국방의 요충지였다. 문경새재 길은 부산 동래에서부터 한양으로 가는 최단거리였다. 특히, 영남 지역의 선비들은 추풍령은 추풍낙엽처럼 떨어질까봐, 죽령은 대나무처럼 미끄러질까봐 가지 않고, 오히려 문경새재를 통해서 과거시험을 보러 갔다고 한다.

## 명칭
새재 또는 한자어(漢字語)로써 조령(鳥嶺)이라고도 하는데, 이 말은 〈'새도 날아 넘기 힘든 고개'〉라는 데에서 유래되었다. 고대에는 초점(草岾)으로 불렸는데, 이를 한글로 옮기면 〈새재〉가 된다. 이후 새재를 한자 표기로 변경하면서 조령으로 표기하였다.
명칭에 관한 다른 설로는, 경상북도 문경시의 문경읍 관음리의 하늘재와, 충청북도의 괴산군 연풍면의 이우리재(이화령)의, '사이에 난 고개'라는 설과 '새로 생긴 고개'라는 설이 있다. 또 옛날 이곳에 억새가 많아서 붙여졌다는 설도 있다.

## 문화재
예로부터 한강과 낙동강 유역을 잇는 영남대로 상의 가장 높고 험한 고개로 사회 문화 경제의 유통과 국방상의 요충지였다. 임진왜란 뒤에 제 1관문 주흘관, 제 2관문 조곡관, 제 3관문 조령관의 3관문(사적 제 147호)을 설치하여 국방의 요새로 삼았다.
관문뿐만 아니라 조선 시대에 출장을 가는 관료 및 관리들에게 숙·식·의를 제공했던 조령원터, 도적들이 숨어 있다가 지나는 사람들을 덮쳤다는 마당바위, 조선 시대 구 경상감사가 신 감사에게 업무를 인수인계해주던 교귀정이 있다. 또 조선 후기에 세워진 것으로 추정되는 ‘산불됴심(산불조심)’이 적힌 표지석도 있다. 현재 남아 있는 고어로 된, 한글 비석 4점 가운데 국한문 혼용이 아닌 것은 이 비석이 유일하다.

## 현지 안내문

### 문화재청
『문경새재』는 조선 태종 14년(1414년) 개통된 관도 벼슬길로 영남과 기호지방을 잇는 영남대로 중 가장 유명하며 조선시대 옛길을 대표한다. <세종실록지리지>에는 ‘초점(草岾)’으로, <동국여지승람>에는 ‘조령(鳥嶺)’으로 기록된 길로 조선시대 영남도로에서 충청도(한강유역권)와 경상도(낙동강유역권)를 가르는 백두대간을 넘는 주도로의 역할을 했다.
국가문화유산적으로도, 문경새재는 제1관문 주흘관, 제2관문 조곡관, 제3관문 조령관 등 3개의 관문과 원(院)터 등 주요 관방시설과 정자와 주막 터, 성황당과 각종 비석 등이 옛길을 따라 잘 남아 있고, 경상도 선비들의 과거길로서 수많은 설화가 내려오고 있는 등 역사적, 민속적 가치가 큰 옛길이다.
주흘산, 조령산의 다양하고 아름다운 식생 경관과 옛길 주변의 계곡과 폭포, 숲길 등 경관 가치가 뛰어나며, ‘옛길 걷기 체험“, ”과거길 재현“ 등 옛길과 관련한 다양한 체험 행사가 매년 개최되고 있어 현대인들이 조선시대 옛길 문화 및 선비 문화를 향유할 수 있는 훌륭한 옛길 자원이다.

### 안내판
문경새재
聞慶새재
명승 제32호
문경새재는 조선의 옛길을 대표하는 관도(官途)로, 영남에서 한양으로 가는 가장 빠른 길이며, 과거길에 나서는 선비들이 주로 이용하였다. 『세종실록지리지』에는‘풀(억새)이 우거진 고개’라는 뜻의‘초점(草岾)’으로, 『동국여지승람』에는‘새들도 쉬어넘는 힘든 고개’라는 뜻의‘조령(鳥嶺)’으로 기록되어 있다.
조선 태종 14년(1414)에 문경새재 계곡을 따라 제3관문(조령관)까지 650m의 고갯마루를 개척해 문경에서 괴산, 연풍을 잇는 대로(大路)가 개통되었다. 조선시대 영남대로에서 충청도(한강유역권)와 경상도(낙동강유역권)를 가르는 백두대간을 넘는 주도로 기능을 했다.
문경새재는 산성을 쌓는데에도 유리한 조건을 갖추고 있어 제1관문 주흘관, 제2관문 조곡관, 제3관문 조령관 등 3개의 관문(사적 제147호)과 국립 여관에 해당되는 원(院)터 등 주요 관방시설이 위치하고 있다. 이 외에도 정자, 주막터, 성황당 그리고 각종 비석 등이 옛길을 따라 잘 남아 있다. 경상도 선비들의 과거길로서 수 많은 설화가 내려오고 있는 등 역사적, 민속적 가치가 큰 조선 최고의 옛길이다. 
문경새재 일대는 주흘산, 조령산의 다양하고 아름다운 식생 경관과 옛길 주변의 계곡과 폭포, 숲길 등 경관 가치가 뛰어나다. 현재‘옛길 걷기체험’등 옛길과 관련한 다양한 체험 행사가 매년 개최되고 있어 현대인들의 조선시대 옛길 문화 및 선비 문화를 향유할 수 있다.

## 사진

문경새재관리사무소
옛길박물관
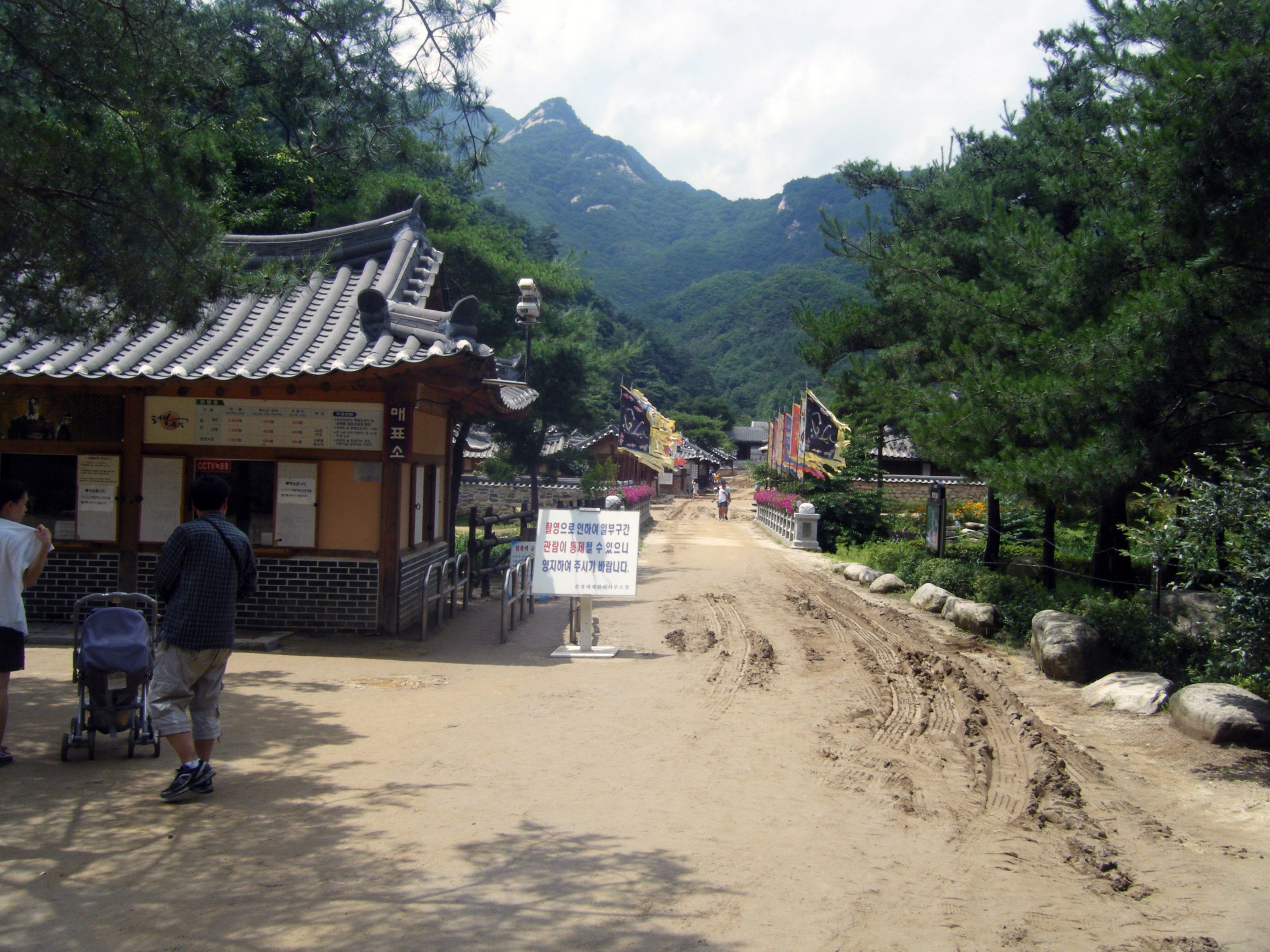
문경새재오픈세트장 매표소 앞 출입문
교귀정(交龜亭)
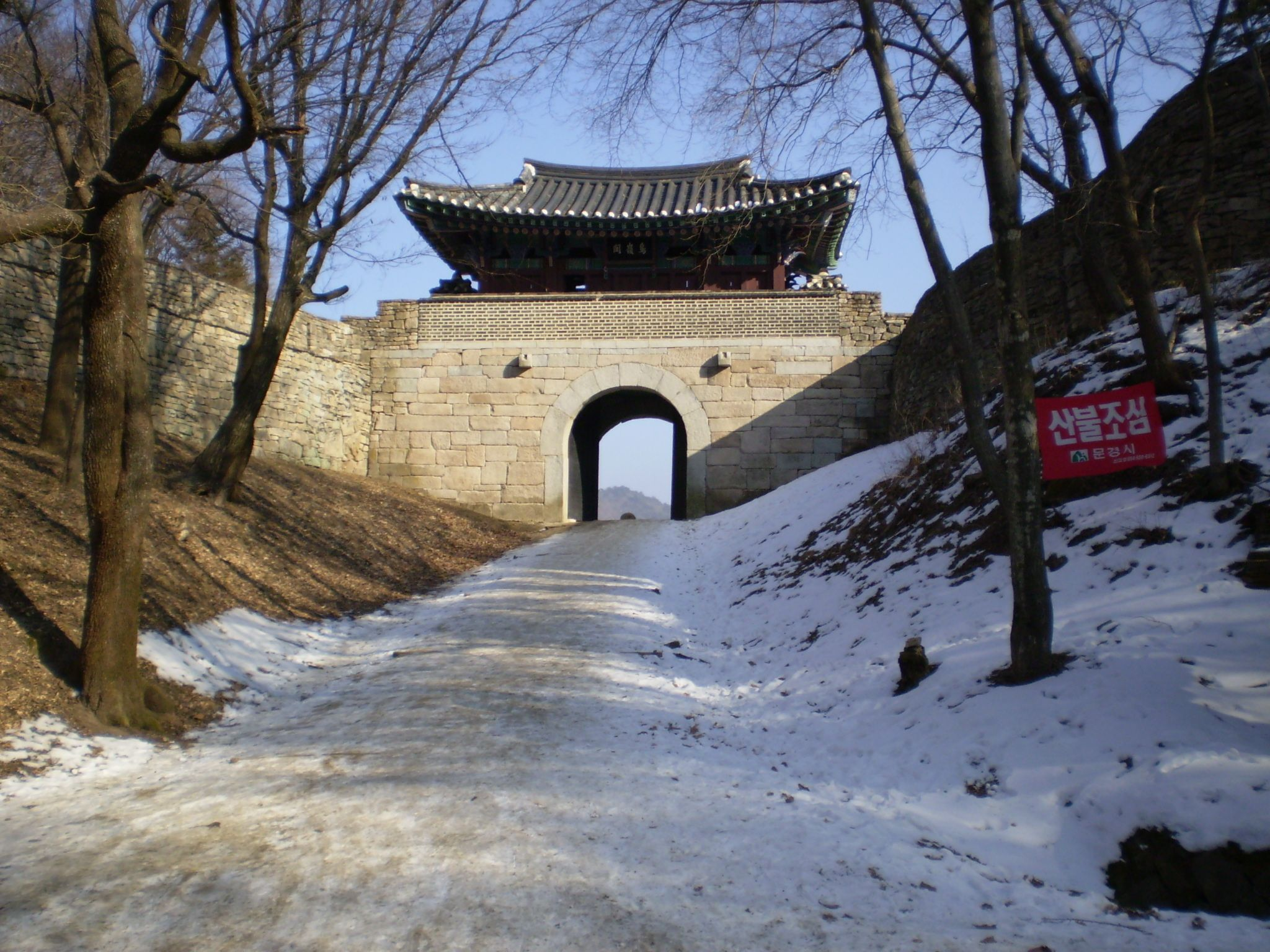
문경관문 조령관
문경관문 주흘관
선비의 상
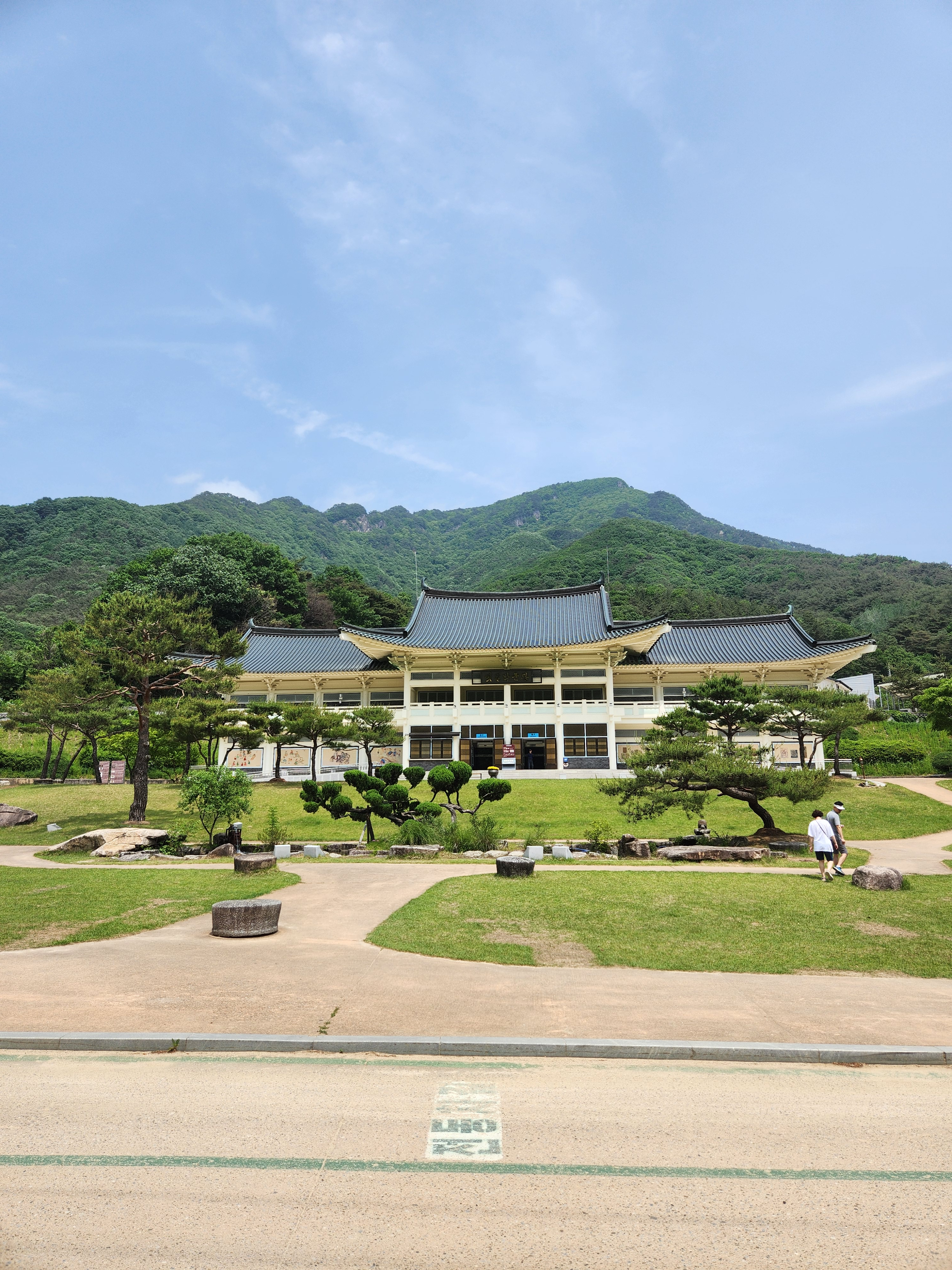
문경새재 입구

## 교통편
- 중부내륙고속도로 문경새재 나들목
- 중부내륙선 문경역

## 같이 보기
- 백두대간

## 참고 문헌
- 이 문서에는 다음커뮤니케이션(현 카카오)에서 GFDL 또는 CC-SA 라이선스로 배포한 글로벌 세계대백과사전의 "《문경새재》" 항목을 기초로 작성된 글이 포함되어 있습니다.

## 관련 자료
- 문경새재 - 국가유산청 국가유산포털